# Pohlia excurrens
Pohlia excurrens är en bladmossart som beskrevs av E. B. Bartram in Christophersen 1960. Pohlia excurrens ingår i släktet nickmossor, och familjen Bryaceae. Inga underarter finns listade i Catalogue of Life.